# Xenylla greensladeae
Xenylla greensladeae är en urinsektsart som beskrevs av da Gama 1974. Xenylla greensladeae ingår i släktet Xenylla och familjen Hypogastruridae. Inga underarter finns listade i Catalogue of Life.